# Donald Fisher
Donald Don Fisher es un personaje ficticio de la serie de televisión australiana Home and Away, interpretado por el actor Norman Coburn desde el 17 de enero de 1998 hasta el 2003. Posteriormente Norman regresó a la serie como personaje recurrente en el 2004, el 2005 y su última aparición fue el 11 de enero del 2007.